# مشعل الفودري
مشعل الفودري، لاعب كرة قدم كويتي سابق.
و قد كان يلعب مع نادي كاظمة، وقد سجل هدف في نهائي كأس الأمير 1989/1990.